# Władysław Żmuda
Władysław Antoni Żmuda, född den 6 juni 1954 i Lublin, Polen, är en polsk fotbollsspelare som tog OS-silver i fotbollsturneringen vid de olympiska sommarspelen 1976 i Montréal.